# 焔摩天
焔摩天（えんまてん）または閻摩天・閻魔天は、インド神話のヤマ（Yama）が仏教に取り入れられ、天部となったものである。運命、死、冥界を司る。密教においては各方位を守護する八方天、十二天の一尊となり、南方焔摩天とも呼ばれる。
ここでは主に、密教の曼荼羅における焔摩天について述べる。

## 概要
曼荼羅における焔摩天は、『大日経』（秘密曼荼羅品）の記述が基になっている。その注釈書である『大日経疏』によると、半月形の風壇の中央に、焔摩天が2人の后、黒暗后と死后と共に描かれ、その周りには七母天と、七母天眷属の、婆栖鳥、烏、鷲、狐（野干）が取り囲むとなっている。

## 胎蔵曼荼羅
胎蔵曼荼羅では、焔摩天は外金剛院・南方に配置され、片手に人の顔が付いた杖（人頭幢）を持ち、温和な表情で水牛の上に座る。傍らには黒暗后が配され、太山府君、荼枳尼衆、鬼衆、成就仙衆、七母天などの眷属が従う。

## 焔摩天曼荼羅
別尊曼荼羅である焔摩天曼荼羅は、除病・息災・延寿・産生を祈願する大がかりな修法の、焔摩天供の本尊として用いられる。追善供養のために行われる場合は、特に冥道供と呼ばれる。
真言宗の儀軌書である『覚禅抄』によると、曼荼羅は二重の方形になっており、内院には白水牛に乗った焔摩天と、2人の后妃が描かれる。外院には、太山府君、荼枳尼、遮文荼、成就仙、昆那夜迦（聖天）、五道大神、司命、司録が描かれており、インドと中国の死に関わる神が、焔摩天の眷属とされている。
また天台宗には、『大日経』とは違う系統の「十九位曼荼羅」と呼ばれる曼荼羅もある。十九尊の内、焔摩天の后妃以外は女神を配さず、周囲には梵天、帝釈天、四天王の他は、総て道教の神を配したものである。

## 図像
中国風の官服を身につけ忿怒の形相の閻魔大王が、鎌倉時代以降に彫像・図像ともに数多く作られたのに比べ、焔摩天の作例はそう多くはなく、そのほとんどは、十二天図や曼荼羅の図像としてである。下図は曼荼羅ではないが、真言宗系の曼荼羅の焔摩天は、このようにインド風の服を着た姿（いわゆる菩薩形）で、温和な表情をしている場合が多い。

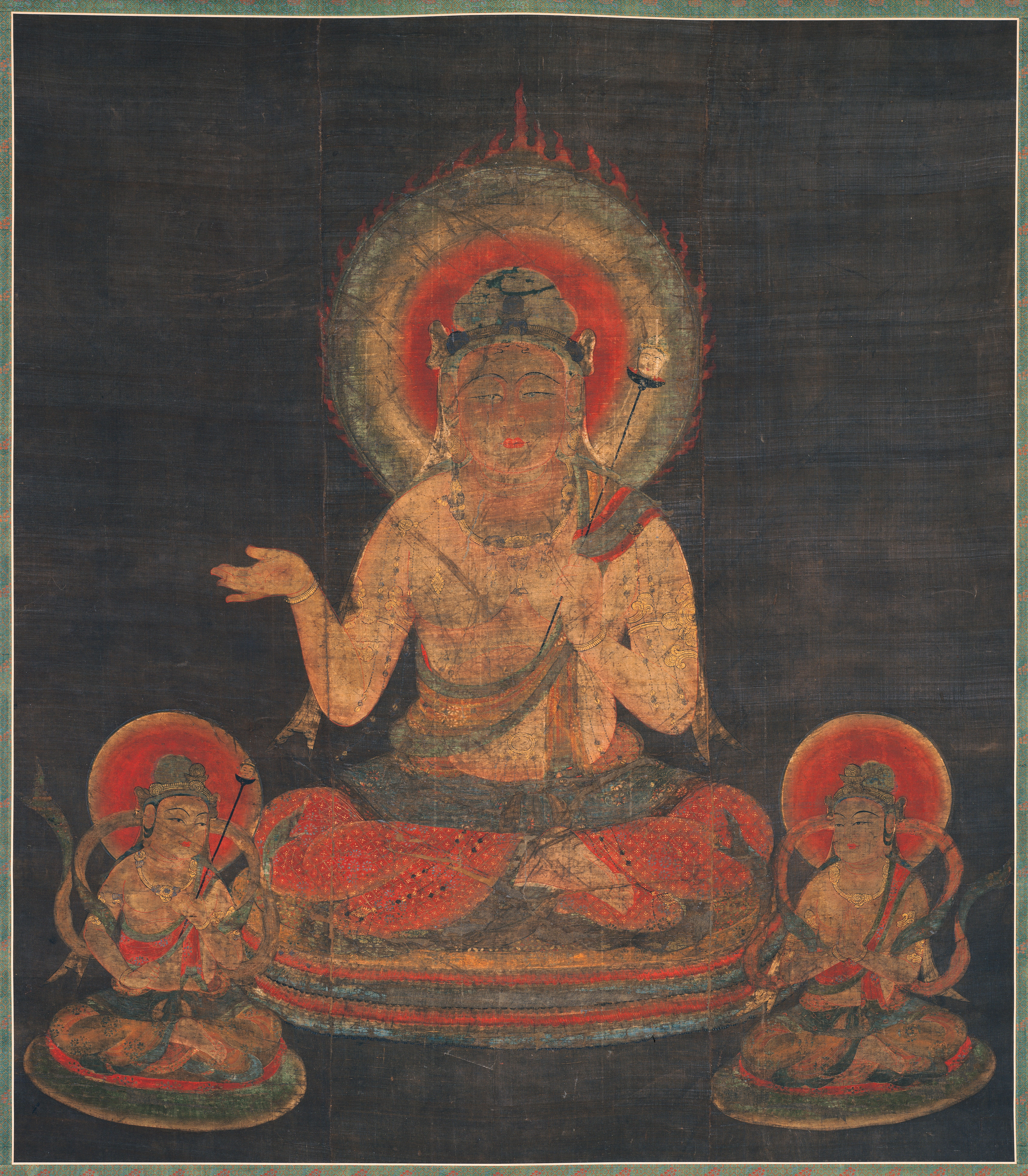
焔摩天像　（旧東寺本『十二天像』の中の一つ。京都国立博物館所蔵）
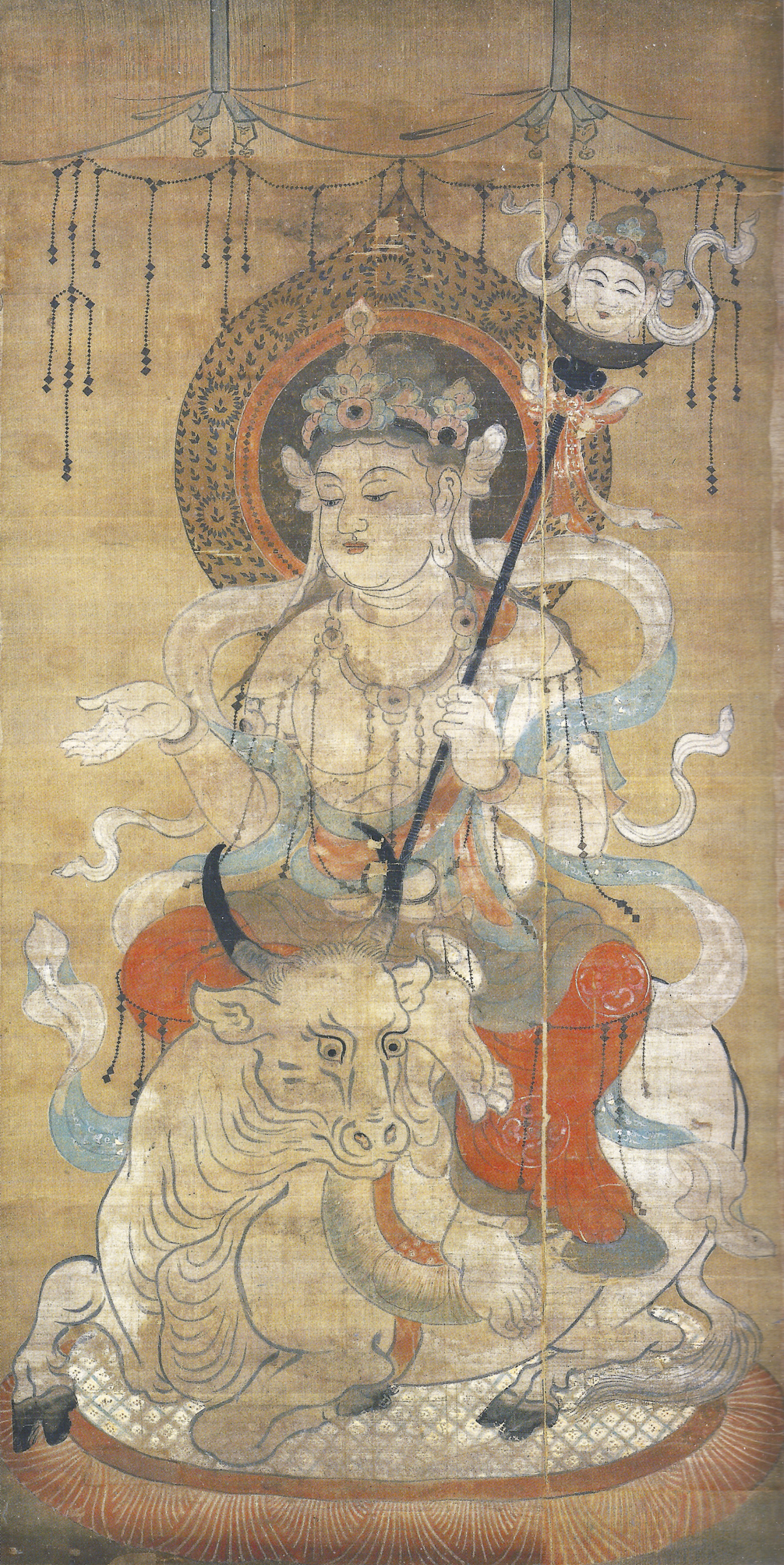
焔摩天像 （京都市 醍醐寺　鎌倉時代）